# Audenge
Audenge là một xã trong tỉnh Gironde, thuộc vùng Nouvelle-Aquitaine của nước Pháp, có dân số là 3948 người (thời điểm 1999).

## Các thành phố kết nghĩa
- Azagra, Navarra, Tây Ban Nha